# Valentina Albanese
Valentina Albanese (Roma, 27 marzo 1974) è una pilota automobilistica italiana, vincitrice del Campionato Italiano Turismo Endurance 2015 e del TCR Italy Touring Car Championship 2015.
Inizia la sua carriera nel Motorsport nel 1996. Dal 2008 inizia a correre a livello professionistico partecipando alla Fun Cup Italia. La rivista Autosprint l'ha premiata nel 2010 e 2015 con il casco d'oro come miglior pilota donna. Dal 2016 ricopre il ruolo di direttore sportivo di Porsche in Italia.

## Palmarès
- Campionato Italiano Turismo Endurance 2015
- TCR Italy Touring Car Championship 2015
- Campionato Italiano Turismo Endurance 2010 (terzo posto)
- Campionato Italiano Turismo Endurance 2009[5]
- Campionato Italiano Turismo Endurance 2008 (decimo posto)